# Den store Skygge
Den store Skygge er en amerikansk stumfilm fra 1919 af Robert Z. Leonard.

## Medvirkende
- Norma Talmadge som Nancy Lee
- Conway Tearle som Anthony Weir
- Gertrude Berkeley
- Frank DeVernon
- May McAvoy som Grace Lee